# Gasteracantha irradiata
Gasteracantha irradiata là một loài nhện trong họ Araneidae.
Loài này thuộc chi Gasteracantha. Gasteracantha irradiata được Charles Athanase Walckenaer miêu tả năm 1842.